# Euproutia rubella
Euproutia rubella är en fjärilsart som beskrevs av W. Warren 1904. Euproutia rubella ingår i släktet Euproutia och familjen mätare. Inga underarter finns listade i Catalogue of Life.